# Предраг Страјнић
Предраг Пеђа Страјнић (Београд, 1968) српски је спортски коментатор, новинар и телевизијски водитељ.

## Биографија
Предраг Страјнић рођен је 1968. године. Завршио је Дванаесту београдску гимназију, потом и Факултет политичких наука, смер журналистике. На РТС је дошао у јулу 1992. године, у спортску редакцију. Извештавао је са Олимпијских игара из Атине, Пекинга, Лондона и Рио де Женеира.
Добио је признање за новинара Србије за 2012. годину.